# Classe Oregon City (incrociatore)
Gli incrociatori classe Oregon City erano incrociatori pesanti della United States Navy, con una discendenza diretta dalla classe Baltimore: lo scafo aveva la stessa lunghezza ma con un unico fumaiolo ed una sovrastruttura più compatta a forma piramidale. 
Le unità previste erano otto ma, essendo intanto finito il secondo conflitto mondiale, la costruzione di quattro di loro venne cancellata. Le navi completate furono tre, mentre una quarta unità denominata Northampton era stata completata al 56% nel 1945: la sua costruzione venne sospesa e nel 1951 la nave venne ricostruita come nave di comando e controllo, con particolare riguardo ad un ruolo durante una eventuale guerra nucleare, facendone praticamente una sorta di versione marittima dell'Air Force One.

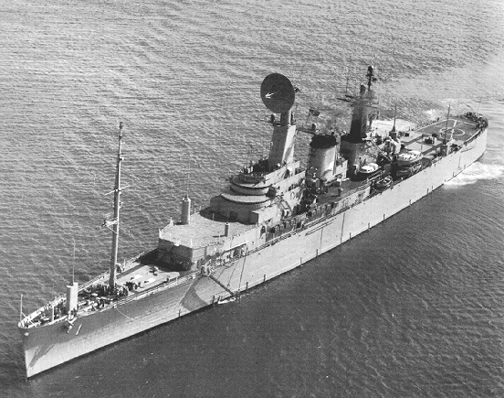
L'USS Northampton, trasformato in maniera drastica durante la costruzione per essere usato come nave da comando e controllo

## Servizio
USS Oregon City (CA-122)
L'unità capoclasse USS Oregon City, varato il 9 giugno 1945 ed entrato in servizio il 16 febbraio 1946, il 15 dicembre del 1947 venne posto in disarmo dopo soli 18 mesi di attività e radiato il 1º novembre 1970; venne venduto per demolizione il 17 agosto 1973.
USS Albany (CA-123)
Varato l'11 giugno 1945, entrò in servizio il 15 giugno 1946. Fu convertito in incrociatore lanciamissili (CG-10) il 3 novembre 1962 e divenne capoclasse della classe Albany, prestando servizio fino al 29 agosto 1980. Venne radiato il 30 giugno 1985 e venduto per essere demolito il 12 agosto 1990
USS Rochester (CA-124)
Fu varato il 28 agosto 1945 ed entrò in servizio il 20 dicembre 1946. Prese parte alla guerra di Corea. La prevista riconversione ad incrociatore lanciamissili non venne effettuata. Ritirato dal servizio il 15 agosto 1961, venne radiato il 1º ottobre 1973 e venduto per essere demolito il 24 settembre 1974.